# Iniciativa de Defensa Estratègica

Logo de la SDI

La Iniciativa de Defensa Estratègica (IDE), en anglès Strategic Defense Initiative (SDI), coneguda popularment com a guerra de les galàxies per la popular pel·lícula de ciència-ficció de l'època,fou un proposta del president dels Estats Units d'Amèrica Ronald Reagan, presentada el 23 de març del 1983 per utilitzar un sistema d'armament amb base a terra i a l'espai per protegir els Estats Units de l'atac d'armes nuclears estratègiques (míssils balístics intercontinentals i míssils balístics de llançament submarí). La iniciativa es focalitzava sobretot en la defensa estratègica, prenent com a referència l'habitualment acceptada doctrina de la destrucció mútua assegurada (MAD, per les seves sigles en anglès). Per bé que mai no fou desenvolupada ni desplegada, llevat d'una mínima part (falta de prototipus o simple assaig de tecnologia), la recerca i la tecnologia de la SDI han aplanat el camí d'alguns dels sistemes de míssils anti-balístics d'avui. L'Organització de la Iniciativa de Defensa Estratègica (SDI) fou creada el 1984 en l'àmbit del Departament de Defensa dels Estats Units per ocupar-se de la SDI.

## Costos
El Congrés dels Estats Units assignà 44.000 milions de dòlars a la SDI, en el període fiscal que va des del 1983 al 1993. Aquesta suma podia no incloure la recerca associada a la SDI, que seria finançada pel Departament d'Energia.

## Controvèrsia i crítica

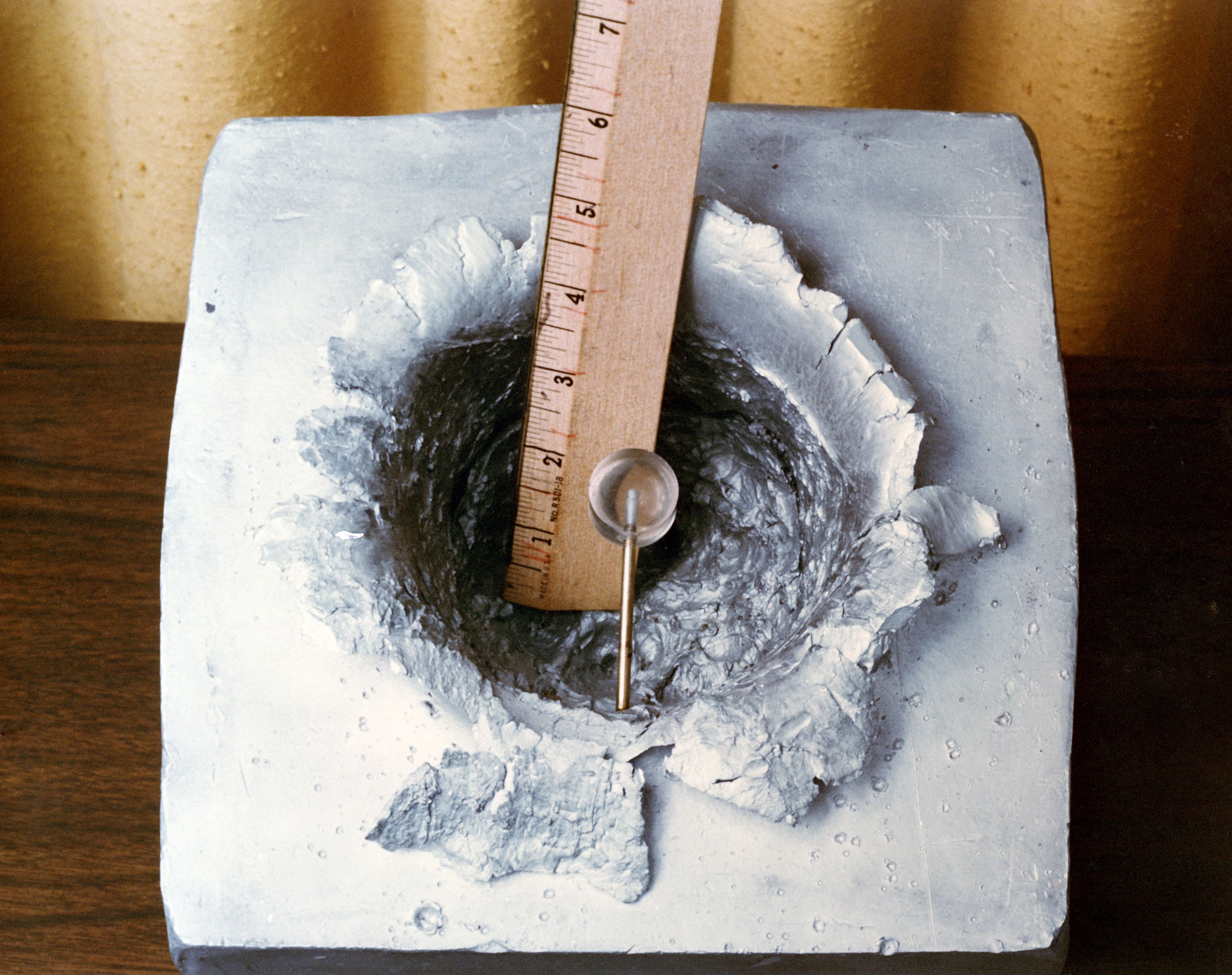
L'SDI no només consistia en un làser: en aquest test sobre les armes d'energia cinètica, un projectil de Lexan amb un pes de set grams és disparat des d'un canó de gas lleuger a una velocitat de prop de 7000 metres per segon contra un bloc d'alumini.

Es pensa que el primer que va desacreditar la SDI, batejant-la com la "Star Wars" de Ronald Reagan hauria estat l'opositora Dra. Carol Rosin, una exassessora i portaveu de Wernher von Braun. Alguns crítics utilitzaven el terme despectivament, donant a entendre que es tractava d'una tecnologia molt cara, totalment immadura i poc pràctica, més digne de la ciència-ficció, però els entusiastes van adoptar el terme, argumentant que "la ciència-ficció d'ahir és l'enginyeria del demà". En declaracions als mitjans de comunicació el 7 de març de 1986, ek director adjunt de SDIO, el Dr. Gerold Yonas, va dir que el nom de "Star Wars" havia estat explotat immediatament per la propaganda soviètica, i s'utilitzà per a la desinformació, tot afirmant que aquest apel·latiu donava una impressió totalment errònia de l'SDI.
Ashton Carter, un investigador del MIT, va avaluar l'SDI per al Congrés en 1984. Va afirmar que hi havia una sèrie de dificultats en la creació d'un escut de defensa antimíssils adequat, amb làser o sense. Carter va dir que els raigs X tenien un abast limitat atès que es difonien a través de l'atmosfera, de la mateixa manera que el feix d'una llanterna es difon en totes direccions. Això significava que els raigs X havien d'estar necessàriament a prop de la Unió Soviètica, especialment durant els pocs minuts crítics de la fase d'amplificació, per aconseguir que l'avistament per satèl·lit dels míssils soviètics fos detectable pel radar i llur trajectòria acuradament traçada, per permetre el correcte "enquadrament" pel mateix làser-X. Els defensors de la SDI objectaren que els avenços en la tecnologia, com ara l'ús de raigs làser de gran abast, i la "decoloració" de la columna d'aire al voltant del feix de làser, podrien augmentar la distància que els raigs-X necessitarien per assolir i colpejar reeixidament el seu objectiu.

### Les objeccions del professor Hans Bethe
El físic Hans Bethe (que treballà amb Edward Teller tant en el projecte de la bomba atòmica com en el la bomba d'hidrogen, ambdós desenvolupats al Laboratori Nacional Los Alamos, declarà que un escut de defensa que fes servir armes làser era inviable. Va dir que un sistema defensiu així era costós i difícil de construir però fàcil de destruir, i va afirmar que els soviètics podien utilitzar fàcilment milers d'econòmics enganya-radars per aclaparar-los durant un atac nuclear. Creia que l'única manera d'aturar l'amenaça d'una guerra nuclear era a través de la diplomàcia i rebutjava la idea d'una solució tècnica a la Guerra Freda, tot dient que un escut de defensa podria ser vist com una amenaça perquè limitaria o destruiria les capacitats ofensives soviètiques, i deixaria el potencial ofensiu nord-americà intacte. Al març de 1984, Bethe va ser coautor d'un informe de 106 pàgines de la Union of Concerned Scientists que concloïa que "el làser de raigs X no ofereix cap perspectiva de ser un component útil en un sistema de defensa contra míssils balístics."
Teller va respondre que Bethe i altres activistes compromesos en la lluita contra la IDE no podien estar a missa i repicant. Teller va recordar com Bethe l'havia ajudat a creuar el llindar de l'era nuclear, i com després es va convertir en un opositor a les armes nuclears i com estava aterrit per la guerra nuclear. No obstant això, Bethe també s'oposava a la mera temptativa d'aturar aquesta amenaça a través de programes massius de defensa. Teller va testificar davant el Congrés, dient que Bethe, "en comptes de posar objeccions en l'àmbit científic i tècnic, que segurament comprèn en profunditat, fa objeccions en el pla polític, o sobre la viabilitat o possibilitat de desplegament militar, que són els camps que jo considero qüestions difícils, molt més enllà de l'abast dels seus o els meus coneixements professionals".

### Punt de vista geopolític
Els partidaris de la SDI li reconeixen el mèrit d'haver contribuït o almenys accelerat la caiguda de la Unió Soviètica. L'estratègia de Reagan de confrontació amb l'anomenat "Imperi del mal", segons els discursos presidencials, consistia a posar de genolls l'adversari en portar-lo al terreny d'una competició militar-econòmica amb el propòsit d'asfixiar-lo financerament, atès que els fons assignats pel Politburó a aquesta cursa armamentista no estaven per damunt d'altres plans més fonamentals de l'economia de l'URSS. De fet, el 1986, Carl Sagan resumí, amb un argument comú, el que va sentir que deien els comentaristes soviètics amb relació a la SDI: que plantejar aquesta equivalia a iniciar una guerra econòmica a través d'una carrera d'armes defensives, per paralitzar encara més l'economia soviètica amb un augment extra de la despesa militar, mentre que una altra interpretació menys plausible era que es va fer servir com una disfressa per camuflar la voluntat dels EUA d'iniciar un primer atac a la Unió Soviètica.
A la cimera de Reykjavik, celebrada entre els presidents Ronald Reagan i Mikhaïl Gorbatxov a l'octubre de 1986, Gorbatxov es van oposar a aquest escut defensiu, mentre que Reagan va preferir mantenir-lo, tot i declarar-se a favor de la posada en comú de la tecnologia amb els soviètics. Gorbatxov no va donar crèdit a l'oferta, atès que els americans ni tan sols havien compartit la tecnologia de perforació de petroli.
No obstant això, tant Reagan com Gorbatxov proposaren l'eliminació completa de tots els míssils amb caps nuclears, però la SDI i els míssils d'abast intermedi romangueren com a punts de desacord importants.
El desenvolupament del sistema israelià Arrow d'intercepció de míssils balístics enemics es va plantejar per primera vegada en 1985 a partir de la invitació a la participació en el programa de defensa antimíssils de la Iniciativa de Defensa Estratègica.

### Obligacions del tractat
Un altre punt a favor de la SDI era que hauria comportat als Estats Units la modificació, la retirada o la violació de tractats aprovats anteriorment. Al "Tractat de l'espai exterior" del 1967 de fet es llegeix que "els estats participants en el tractat s'obliguen a no posar en òrbita entorn a la Terra cap mena d'objecte que contingui armes nuclears o qualsevol altra mena d'armes de destrucció massiva, així com instal·lar aquests sistemes d'armament sobre cossos celestes, o estacionar aquestes armes a l'espai exterior amb qualsevol altra modalitat"; es prohibia així als Estats Units el posicionament previ a l'òrbita terrestre de qualsevol dispositiu accionat per armes nuclears, o fins i tot qualsevol altre dispositiu capaç de causar una "destrucció massiva". Només el làser de raigs X bombejat per armes nuclears violaria aquest tractat, ja que els altres sistemes SDI no usarien armes nuclears.
El Tractat sobre míssils antibalístics, i el seu corresponent protocol, que limitava les defenses anti-míssils a una única estació per país amb capacitat només per a 100 míssils individuals, seria violat pels interceptors amb base a terra de la IDE. El Tractat de No Proliferació Nuclear, al seu article 4, preveu que 
| « | Cadascuna de les parts en el Tractat es compromet a celebrar negociacions de bona fe sobre mesures eficaces relatives a la cessació de la carrera d'armes nuclears en data propera i al desarmament nuclear, i sobre un tractat de desarmament general i complet sota un control internacional estricte i eficaç. | » |

Molts analistes assenyalaren que afavorir el desplegament de sistemes ABM seria "escalada" en lloc de la cessació de la carrera d'armes nuclears i, per tant, una palesa violació d'aquesta clàusula.

### La SDI i el concepte de destrucció mútua assegurada
L'SDI fou criticada perquè hauria pogut interrompre potencialment la doctrina estratègica de la destrucció mútua assegurada. Aquesta teoria postulava que un atac nuclear voluntari seria inhibit per la molt probable eventualitat d'una recíproca destrucció. De fet, si bé un atac nuclear preventiu pot destruir diversos armaments de l'adversari, podrien quedar suficients míssils nuclear per dur a terme un devastador contraatac contra el que hagués atacat primer. La crítica fou unànime en assenyalar que l'SDI hauria pogut permetre, potencialment, a l'atacant de sobreviure al menys devastador contraatac de l'adversari, de manera que podria encoratjar un atac important al país en possessió de l'SDI. Un altre escenari desestabilitzant preveia la possibilitat que les nacions es podrien veure temptades a atacar abans que es completés l'SDI, per tal d'evitar una situació estratègica desavantatjosa.
Ronald Reagan va respondre a les crítiques nascudes d'aquestes hipòtesis declarant que les tecnologies de l'SDI es concedirien a la Unió Soviètica per evitar el desequilibri que la mateixa SDI hauria pogut causar.

### Ineficàcia contra les ogives nuclears no transportades perMBI
Es va criticar encara la SDI titllant-la d'ineficaç contra les armes i ogives que no viatgen a l'espai exterior, més concretament qualsevol tipus de míssil de creuer (o avions civils amb míssils de creuer a les seves bodegues), els bombarders (stealth i convencionals), el transport terrestre (per camió, en tanc, per ser posteriorment disparat amb canons o míssils de curt abast) i els mètodes no convencionals d'atac, basats en l'engany, com el lliurament a través de submarí o iots o contenidors de vaixells de superfície. L'últim mètode en particular, ja que es pot fer anònim i no requereix persones, podria ser emprat pel terrorisme o pels "estats canalla", ja que és un mètode relativament econòmic, difícil de rastrejar i tecnològicament risible.

## Sistemes de defensa amb base a terra

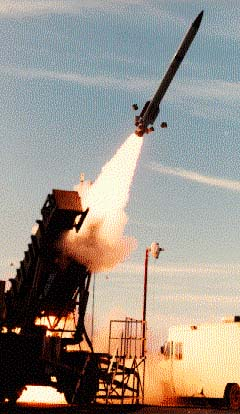
Missile "Extended Range Interceptor" (ERINT) lanciato dal poligono White Sands Missile Range.

### Interceptor de Rang Estès (ERINT)
El programa conegut en anglès com a "Extended Range Interceptor" (ERINT), formava part d'aquell component de la SDI relatiu a la defensa dels "míssils de teatre" (SRBM i MBAI) i era una extensió de l'experiment conegut com a "Flexible Lightweight Agile Guided Experiment" (FLAGE),que incloïa el desenvolupament del "hit-to-kill" ("colpejar per matar") i demostrar l'altra precisió en la guia dels petits interceptors, àgils, guiats finalment pel mateix radar.
El 1987 un míssil FLAGE va aconseguir tocar un míssil balístic de curt Lance en vol, al polígon White Sands Missile Range. L'ERINT era un prototip de míssil similar al FLAGE, però utilitzava un nou motor i propel·lent sòlid que li permetia volar més ràpid i més alt que el FLAGE.
En el marc del procediment del BMDO, l'ERINT es va transformar més tard en la versió més petita i millorat (PAC-3) del míssil Patriot.

### Homing Overlay Experiment (HOE)
El "Homing Overlay Experiment" (HOE) fou el primer sistema testat per l'exèrcit dels Estats Units que empleava la tecnologia "hit-to-kill".

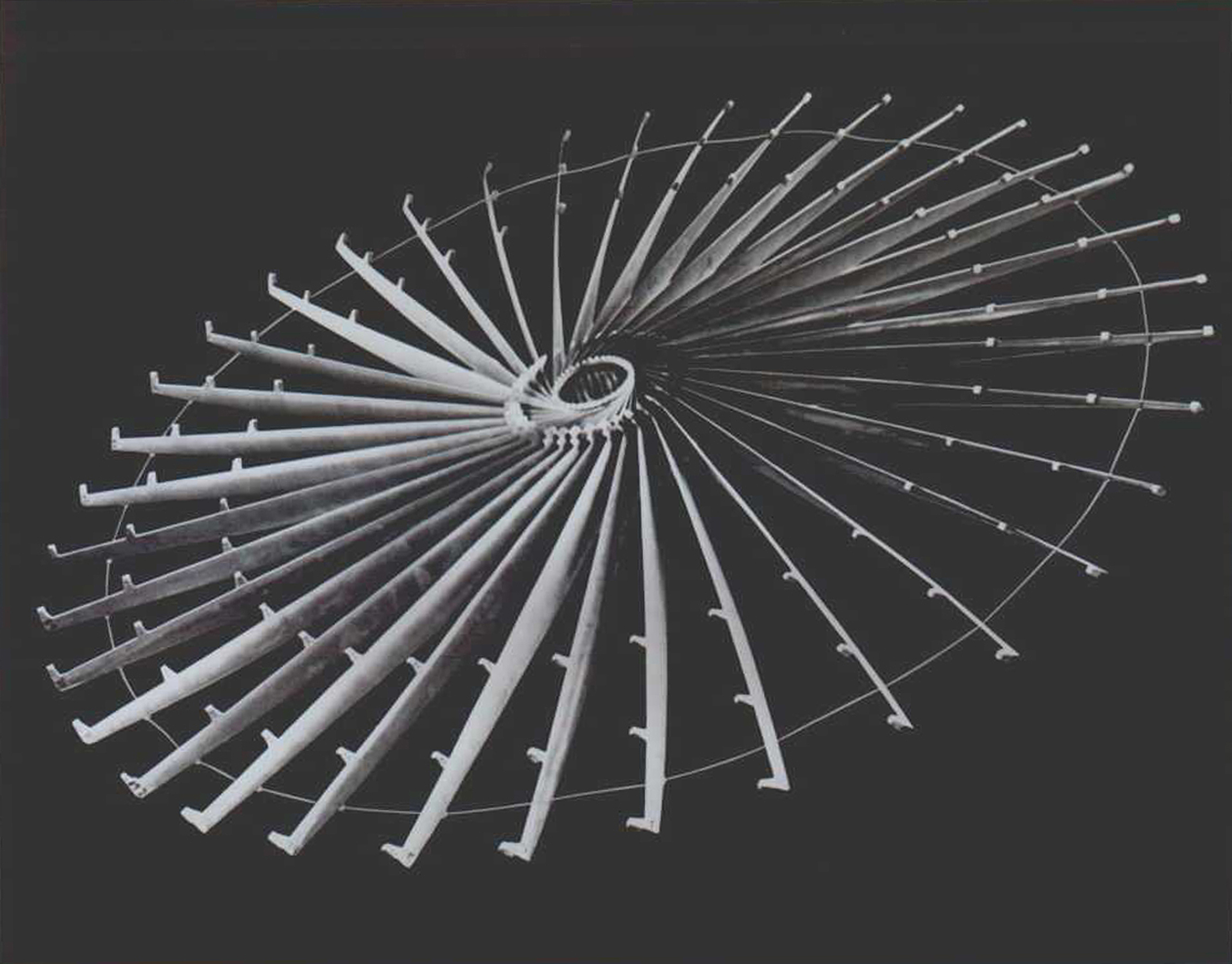
Espiral de 4 metres de diàmetre deplegada per l'interceptor del Homing Overlay Experiment

La tecnologia "hit-to-kill", desenvolupada a principis dels anys 80, consisteix a colpejar directament el míssil enemic en vol, mirant de destruir-lo (especialment el seu sistema de guiatge i d'ignició) i a sostreure-li molta de la seva energia cinètica, desviant-lo de la seva ruta i fent-lo caure al terra després d'haver recorregut prop del 60-80% de la pròpia trajectòria (per a míssils en vol damunt de l'oceà Àrtic, això significava que es precipitessin al mar o al nord del Canadà). Això presentava avantatges respecte als caps carregats amb explosiu convencional i "perdigons" de ferro, plom o titani (com la primera versió del míssil Patriot), que sovint no aconseguien destruir el míssil enemic, però el desviaven i/o el danyaven de manera incompleta. El fet era particularment greu en el cas d'ogives carregades amb armes químiques o bacteriològiques, que podrien ser polvoritzades i ser potencialment més letals.
Els programes precedents d'interceptors antimíssils, com el míssil Nike Hercules o el míssil Sprint utilitzaven ogives nuclears, amb ignició per "sensors de proximitat" o amb guia de radar de terra. Aquestes ogives, a més de costoses i contaminants, podien danyar els sistemes de radar de la defensa antimíssils i antiaèria, des del moment que podien generar un potent impuls electromagnètic.
El Homing Overlay Experiment (HOE) fou el primer interceptor que havia tingut èxit a l'hora de poder interceptar en modalitat "hit-to-kill" un míssil balístic a l'exterior de l'atmosfera terrestre. L'experiment HOE utilitzava un vehicle d'energia cinètica, conegut en anglès com a "Kinetic Kill Vehicle" (KKV), per destruir els míssils balístics.
El KKV estava equipat amb un sistema de seguiment per infraroigs (infrared seeker en anglès), guiatge electrònic i sistema de propulsió. A l'espai, el KVV desplegava una estructura prèviament replegada, similar a les barnilles d'una ombrel·la, amb un diàmetre de 4 metres per augmentar la seva secció de tall efectiva. Aquest dispositiu destruiria l'«ogiva de reingrès» (vegeu MIRV) de l'MBI gràcies a la pura energia cinètica de la col·lisió.
Es van dur a terme quatre proves de llançament en 1983 i 1984 sobre l'oceà Pacífic", al "Kwajalein Missile Range" de la República de les Illes Marshall.
Per a cadascun dels tests de prova es va llançar des del polígon californià de Vandenberg un MBI Minuteman amb una única ogiva simulada, en un autèntic vehicle de reentrada MIRV, llançat contra la llacuna de l'atol de Kwajalein, situat a una distància de 6.000 quilòmetres.
Després del fracàs dels primers tres tests de vol a causa de problemes lligats al sistema de guiatge i als sensors, el quart test (al final del 10 de juny de 1984) va tenir èxit, i va aconseguir interceptar l'ogiva de reentrada llançada pel míssil Minuteman RV, colpejant-lo a una velocitat de prop de 6,1 km/s (més de 20.000 km/h) a un altura de més de 160 km (més enllà de l'estratosfera).
Fins i tot amb la quarta prova reeixida, el diari The New York Times va declarar en 1993 que la prova havia estat "acomodada", feta ex professo perquè tingués èxit. Les investigacions dutes a terme per John Deutch del Departament de Defensa, encarregada pel Secretari de Defensa Les Aspin, i per la General Accounting Office (la sindicatura de comptes dels Estats Units) conclogueren que el test s'havia dut a terme de manera adequada i amb èxit.
Aquesta tecnologia va ser utilitzada més tard per l'SDI i ulteriorment desenvolupada en els programes de l'Exoatmospheric Reentry-vehicle Interception System (ERIS).

### Sistema d'interceptació exoatmosfèric de vehicles de reentrada (ERIS)
Desenvolupat per Lockheed com la part constituïda per interceptors amb base a terra de l'SDI, el sistema, conegut en anglès com a Exoatmospheric Reentry-vehicle Interception System (ERIS), començà a experimentar-se el 1985, amb dos tests a principis dels anys 90. El sistema mai no fou desplegat, però la tecnologia seria traslladada al sistema de míssils conegut com a Terminal High Altitude Area Defense (THAAD),i al sistema d'interceptors amb base a terra actualment desplegat com a part del sistema conegut com a Ground-Based Midcourse Defense (GMD).

## Posteritat

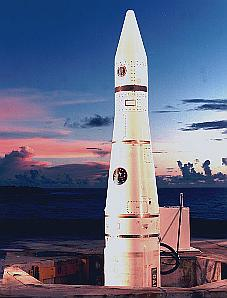
Míssil ERIS (Reentry-vehicle Interception System) provat en 1991 et 1992. Antecessor directe de la Ground-Based Midcourse Defense.

La Iniciativa de Defensa Estratègica fou finalment abandonada el 1993 sota l'administració Clinton. La SDIO fou reanomenada com a Ballistic Missile Defense Organization (BMDO).
Les tecnologies desenvolupades s'utilitzen per al substitut d'aquest programa anomenat National Missile Defense (MND) rellançat per l'administració G. W. Bush, després dels Atemptats de l'11 de setembre de 2001. La National missile defense preveu d'instal·lar una onada d'una vintena de míssils balístics provinents d'Àsia i dels Estats canalla. Els assajos es dugueren a terme de 2002 a 2005; els primers d'aquests míssils van ser declarats en funcionament en 2005. El govern d'Obama va canviar els objectius de la MND, tot integrant l'OTAN en un programa antimíssils per a Europa.
Les Forces Armades dels Estats Units també estan desenvolupant diversos sistemes d'armament de míssils tàctics.

## Ficció i cultura popular
A causa de la consciència pública sobre el programa i el seu caràcter polèmic, l'SDI ha estat objecte de moltes referències a la cultura pop i de ficció. Heus ací una llista no exhaustiva d'aquestes referències.
- La novel·la de Dale Brown Silver Tower detalla les aventures en i al voltant d'una estació espacial que empra un sistema de làser anti-MBI anomenada Skybolt contra una invasió soviètica de l'Iran; que tornaria a aparèixer en la saga Patrick McLanahan de Brown amb la novel·la Strike Force del 2007.
- La novel·la de Tom Clancy El cardenal del Kremlin es basa en part en una cursa entre els EUA i l'URSS per completar els sistemes basats en làser SDI.
- La novel·la de Homer Hickam Back to the Moon usava les armes sobrants de l'SDI, inclòs el Homing Overlay Experiment, en un intent de matar la tripulació del transbordador espacial Columbia.
- La novel·la de Whitley Strieber Warday detalla com la Unió Soviètica llança un atac nuclear preventiu, limitat als Estats Units mentre s'estava desplegant la Iniciativa de Defensa Estratègica (anomenada "Teranyina" a la novel·la), per por que l'SDI fes que els EUA fossin potencialment invulnerables als atacs de míssils soviètics.
- A la sèrie de videojocs Civilization, hi ha diverses referències als sistemes de defensa de míssils balístics intercontinentals similars a l'SDI.
- La pel·lícula de comèdia Escola de genis  segueix els prodigis de física de la universitat que estan sense saber-ho induïts a desenvolupar un sistema d'armes làser amb base a l'espai per a la Força Aèria.
- A RoboCop, una notícia satírica breu esmenta com una plataforma de defensa estratègica amb nom en codi Pau, no funciona bé en òrbita, i està destruint una franja del sud de Califòrnia.
- Spies Like Us segueix a dos "espies" enganyats als quals se'ls diu que han llançar un sol míssil soviètic cap als EUA com a part d'una operació negra per demostrar i justificar la despesa de l'SDI.
- A la novel·la de 1993 de Larry Bond titulada Cauldron el sistema GPALS es representa com si hagués estat desplegat amb les armes de "pedres brillants" incloses. S'utilitza per destruir tots els satèl·lits militars de França i Alemanya que cobreixen una invasió de Polònia en el llavors futur de 1998.
- A la sèrie de televisió del 2010 Nikita, un programa d'operacions encobertes del govern canalla anomenat Divisió intenta fer xantatge al president dels Estats Units utilitzant un satèl·lit làser SDI abandonat com a arma d'atac a terra en la segona temporada.
- En l'episodi final de The A-Team a més per TV, The Grey Team, una nena roba plans falsificats per l'SDI, considerant que són reals i que el seu pare té intenció de vendre la informació als agents soviètics.
- El grup musical català La Trinca va compondre una cançó satírica titulada Flash Reagan, inspirada en la SDI.[25]